# Oligia h-notata
Oligia h-notata là một loài bướm đêm trong họ Noctuidae.